# Desmodium linearifolium
Desmodium linearifolium är en ärtväxtart som beskrevs av George Don jr. Desmodium linearifolium ingår i släktet Desmodium och familjen ärtväxter. Inga underarter finns listade i Catalogue of Life.